# National Right to Life Committee
Le National Right to Life Committee (NRLC) (comité national pour le droit à la vie) est la plus importante organisation pro-vie aux États-Unis. Elle est présente dans les cinquante États du pays et revendique plus de 3 000 sections locales. Cette organisation milite, à travers le lobbying politique et l'éducation, pour le droit à la vie et contre l'avortement, l'infanticide, l'euthanasie et l'aide au suicide.
Elle fut créée à Détroit en mai 1973, en réponse à l'arrêt de la Cour suprême Roe v. Wade qui légalisait la pratique de l'avortement dans les cinquante États. Elle se réclame indépendante de tout parti politique et non sectaire. Parmi les membres fondateurs, on trouve des spécialistes dans les domaines des sciences, de la religion, du droit, de l'éthique et de la médecine. Son conseil d'administration est constitué de membres élus dans chacun des États ainsi que de plusieurs membres élus au niveau national.

## Historique
1973 (mai) - En réponse à l'arrêt Roe v. Wade de la Cour suprême des États-Unis, basé sur le principe légal du droit à la vie privée, les militants américains pro-vie soutiennent que ce droit est supplanté par le droit à la vie de l'enfant à naître qui doit être protégé par la loi. Ils créent le National Right to Life Committee.
1985 - La Upjohn Company, une firme pharmaceutique américaine, qui sera rachetée plus tard par Pfizer, stoppe toutes ses recherches sur les médicaments destinés à provoquer un avortement ou à empêcher une grossesse, à la suite du boycott des produits Upjohn par le National Right to Life Committee.
1988 - Le National Right to Life Committee se joint à d'autres organisations pro-vie afin d'avertir les entreprises pharmaceutiques que si l'une d'entre elles commercialise un médicament provoquant l'avortement, les millions d'Américains qui sont opposés à l'avortement, boycotteront tous les produits de l'entreprise.
1994 - Le National Right to Life Committee annonce le boycott aux États-Unis, du laboratoire pharmaceutique français Roussel-Uclaf et de ses partenaires américains pour avoir cherché à introduire, sur le marché américain, un médicament abortif, la Mifépristone ou RU 486. Roussel-Uclaf souhaitait l'introduction de cet abortif aux États-Unis via le Population Council, une ONG américaine fondée par John Davison Rockefeller III, à qui il avait donné les droits de la propriété industrielle afin croyait-il, d'éviter un boycott de ses produits,.
1997 (2 avril) - L'organisation américaine Concerned Women for America qui rassemble des femmes conservatrices chrétiennes, participe à la conférence de presse du National Right to Life, au National Press Club, et apporte son soutien au boycott des filiales américaines du groupe Hoechst AG & Roussel, l'inventeur et fabricant de la pilule abortive mifepristone. Le boycott est ciblé et concerne en particulier l'antihistaminique Allegra.
2003 - Le National Right to Life Committee commence à militer activement pour que Terri Schiavo soit maintenue en vie.
2005 (19 mars) - Le National Right to Life Committee met en place une action d'alerte d'urgence en direction du Congrès. Il sollicite de l'aide afin de pousser les représentants et les sénateurs à s'entendre pour voter immédiatement une loi (« Terri's Law ») qui autoriserait le gouverneur de Floride Jeb Bush à intervenir dans l'affaire Terri Schiavo.
2006 (19 juillet) - Le National Right to Life Committee applaudit la décision du président George Bush d'opposer son veto à une loi qui prévoyait l'extension du financement par le gouvernement fédéral d’une partie de la recherche sur les cellules souches. Il critique aussi les membres de la Chambre des Représentants qui ont rejeté les alternatives, considérées comme plus éthiques, à ces recherches.
2007 (13 juin) - Le National Right to Life Committee désavoue le Colorado Right to Life, la fédération locale du NRLC au Colorado, après, entre autres, que celui-ci a été à l'origine, avec d'autres organisations pro-vie, de la publication d'une page entière de publicité dans The Gazette, un journal local de Colorado Springs, qui critiquait le fondateur de l'organisation Focus on the Family, James Dobson.

## Classement
Le National Right to Life Committee est considérée comme étant l'organisation pro-vie la plus influente aux États-Unis. En 1999, il atteint la huitième place du classement des groupes de pression les plus influents du pays, établi par le magazine Fortune. En 2003, dans une étude publiée par The Hill, un journal à destination des membres du Congrès, NRLC est classé huitième parmi les 171 groupes de lobby liés au domaine de la santé et est la seule organisation pro-vie à figurer dans le top 25.

## Liste des présidents
- 1968–1973 : Juan Ryan, New Jersey
- 1973–1974 : Edward Golden, New York
- 1974–1975 : Kenneth VanDerHoef, Washington
- 1975–1978 : Mildred Jefferson, Massachusetts
- 1978–1980 : Carolyn Gerster, Arizona
- 1980–1983 : John C. Willke, Ohio
- 1983–1984 : Jean Doyle, Floride
- 1984–1991 : John C. Willke, Ohio
- 1991–2011 : Wanda Franz, Virginie-Occidentale
- 2011– en cours : Carol Tobias, Dakota du Nord

## Sources et références
- (en) Cet article est partiellement ou en totalité issu de l’article de Wikipédia en anglais intitulé « National Right to Life Committee » (voir la liste des auteurs).

1. 1 2  (en) Donations, site officiel du National Right to Life Committee. Consulté le 14 juin 2008.
2. 1 2  D'après le site internet TheFreeDictionary.com . Consulté le 14 juin 2008.
3. ↑  Les revenus annuels de l'organisation s'établissaient en 2004 à 12 075 164 dollars selon le site internet RHRealityCheck.org . Consulté le 14 juin 2008.
4. ↑  (en) Right Wing Organizations - National Right to Life Committee, People For the American Way (organisation progressiste américaine). Consulté le 14 juin 2008.
5. ↑  (en) The Right to Life Lobby vs. McCain, The Weekly Standard, 30 avril 2007. Consulté le 14 juin 2008.
6. 1 2 3  (en) Mission Statement, site officiel du National Right to Life Committee. Consulté le 14 juin 2008.
7. 1 2  (en) «  Boycott Threat Blocking Sale Of Abortion-Inducing Drug », The New York Times, 22 février 1988. Consulté le 13 juin 2008.
8. ↑  (en) « Abortion Drug Draws Boycott », The New York Times, 8 juillet 1994. Consulté le 13 juin 2008.
9. ↑  (en) «  The Pill Arrives », CNN.com, 2 octobre 2000. Consulté le 13 juin 2008.
10. ↑  (en) « Accord opens way for abortion pill in U.S. in 2 years », The New York Times, 17 mai 1994. Consulté le 14 juin 2008.
11. 1 2  (en) Boycott of New Drug 'Allegra' Aimed at Protecting Women & Children From Dangers of RU-486, Concerned Women for America, 2 avril 1997. Consulté le 14 juin 2008.
12. ↑  (en) Urgent action alert : National Right to Life Committee (NRLC), Hyscience.com, 19 mars 2005. Consulté le 14 juin 2008.
13. ↑  (en) National Right to Life Commends Sustained Veto of Funding for Research that Kills Human Embryos, Rebukes 154 House Members for Rejecting Ethical Alternatives, site officiel du National Right to Life Committee, 19 juillet 2006. Consulté le 14 juin 2008.
14. ↑  (en) « Colorado Right To Life Kicked Out of NRLC », CovenantNews.com, 14 juin 2007. Consulté le 14 juin 2008.
15. 1 2  (en) « Pro-Life Capital », Human Life Review, automne 2003, BNET.com. Consulté le 14 juin 2008.